# Gyeongju Korea Hydro & Nuclear Power FC
Der Gyeongju Korea Hydro & Nuclear Power FC, ist ein Fußballfranchise aus Gyeongju, Südkorea. Der Verein spielt aktuell in der K3 League, der dritthöchsten Spielklasse Südkoreas.

## Geschichte

### Gyeongseong Electric FC-Ära (1945–1950)
Ursprünglich gegründet wurde der Verein im Oktober 1945 als Gyeongseong Electric FC. Inhaber des Vereins war das damalige Unternehmen Gyeongseong Electric, welches 1962 in das Unternehmen Korea Hydro & Nuclear Power aufging. Der Verein bestand bis 1950, ehe der Korea-Krieg ausbrach. Nach dem Korea-Krieg, wurde der Verein 1962 als Korea Electric Power FC wieder gegründet.

### Korea Electric Power FC-Ära (1962–2002)
Am 2. Februar 1962 gründete das Unternehmen Korea Electric Power seinen Verein unter den Namen Korea Electric Power FC auf einer Unternehmensversammlung. Der Verein nahm direkt an den im selben Jahr stattfindenden Wettbewerben teil und konnte dabei auf Anhieb erste Erfolge verzeichnen. So konnten sie den President’s Cup und den Vereinspokal für sich gewinnen. Drei Jahre später konnten sie die Ligameisterschaft dank eines 1:0-Sieges über Goldstar Textil FC erstmals und den Vereinspokal erneut gewinnen. 1967 nahm der Verein am Nationalen Sportfestival teil und konnte dort im Bereich Vereinsfußball den Titel ebenso erstmals gewinnen. Im darauffolgenden Jahr konnte der Verein die 5. Austragung der Ligameisterschaft für sich gewinnen und die 6. Austragung der Ligameisterschaft sogar verteidigen. In den darauffolgenden Wettbewerben konnte der Verein meist nur den 2. Platz erringen, mit Ausnahme der Ligameisterschaft 1993, als man sich gegen Hallelujah FC durchsetzen konnte.

### Daejeon Hydro & Nuclear Power FC-Ära (2003–2012)
2003 gab der Verein bekannt, der neugegründeten Halbprofiliga Korea National League beizutreten. Dafür zog man nach Daejeon und trat fortan als Daejeon Hydro & Nuclear Power FC auf. Als ersten Trainer für die Premierenspielzeit in der KNL, stellte man Bae Jong-uh vor. Die Premierenspielzeit verlief denkbar schlecht. Die Hin- und Rückserie der KNL beendete man auf den Letzten Platz, womit man die Qualifikation zum Korean FA Cup weit verfehlte. Die darauffolgende Spielzeit verlief hingegen besser. Die Hinrunden-Serie konnte man auf einen guten 4. Platz im oberen Tabellenmittelfeld beenden, während man in der Rückrunden-Serie nur einen schwachen 8. Platz belegen konnte. Im selben Jahr wurde erstmals der KNL-Ligapokal ausgetragen, wo man erst im Halbfinale gegen Ulsan Hyundai Mipo Dolphin FC mit 1:3 ausschied. Neben den Ligapokal, trat man auch wieder im Vereinspokal an. Dort traf man in der Ersten Runde auf den Amateurverein Cheongju Solveig FC an, gegen welchen man mit 5:0 klar gewinnen konnte. Obwohl sich der Verein für die Zweite Runde qualifizierte, entschied sich der Verein nicht antreten zu wollen, weshalb der Fußballverband den Verein aus den Pokal disqualifizierte.
Die Spielzeit 2005 verlief erneut sehr schlecht. Die Hinrunde beendete man auf den Vorletzten- und die Rückrunde auf einen sehr enttäuschenden Letzten Platz. Der Vereinspokal hingegen verlief besser: dort empfing man den Ligakonkurrenten Changwon City FC, den man mit 1:0 bezwingen konnte. In der darauffolgenden Runde, trat man gegen den Profiverein Daegu FC an, den man allerdings mit 1:4 deutlich unterlag. 2006 konnte sich der Verein nur leicht sportlich in der Liga verbessern. Die Hin- und Rückrunden-Serie beendete man jeweils auf Platz 9 im unteren Tabellenfeld. Auch die Pokal-Spielzeit verlief schlecht. Gegen Busan I’Park verlor man das erste Pokalrundenspiel mit 0:1. Die Ligaspielzeit 2007 verlief besser, aber durchwachsen. Die Hinrunde konnte man auf einen guten 5. Platz beenden, während man die Rückrunden-Serie auf Platz 10. erneut weit hinten beendete. Auch im Ligapokal schied man direkt in der Gruppenphase aus. Im Vereinspokal verlor man in der ersten Runde mit 0:4 gegen Incheon United.
In den darauffolgenden Spielzeiten konnte sich der Verein langsam im oberen Mittelfeld der Liga etablieren. Die Hinrunden-Serie konnte man auf einen 8. Platz beenden, während man die Rückrunden-Serie sogar auf einen guten 6. Platz beenden konnte. Den ersten Titelgewinn seit dem Beitritt zur KNL konnte im Ligapokal gefeiert werden. Dort konnte sich der Verein gegen Ansan Hallelujah FC im Elfmeterschießen mit 3:0 durchsetzen. Im Pokal trat man erneut gegen Daegu FC an, gegen welchen man diesmal knapp mit 1:2 unterlag. Die nächste Hinrunden-Spielzeit konnte man nur auf einen enttäuschenden 11. Platz beenden, während man sich in der Rückrunden-Serie bis auf Platz 9 steigern konnte. Im Ligapokal konnte sich der Verein hingegen erneut für das Finale qualifizieren. Dort trat man als Titelverteidiger gegen Goyang Kookmin Bank FC an, gegen welche man allerdings mit 1:3 schlagen geben musste. Auch im Pokal, kam der Verein über seine Erste Pokalrunde nicht hinaus. Gegen Chunnam Dragons verlor man erneut knapp mit 1:2. Die Spielzeit 2010 wurde erstmals furios für den Verein. Die Hinrunden-Serie konnte der Verein überraschend mit 28 Punkten gewinnen, während man die Rückrunden-Serie nur auf einen schwachen Vorletzten Platz beenden konnte. Dennoch konnte sich der Verein aufgrund des Hinrunden-Serien-Gewinnes für das Meisterschaftsfinale erstmals qualifizieren. Dort empfing man im Halbfinale Goyang KB Kookmin Bank FC, den man mit 2:1 bezwingen konnte. Im Finale trat man gegen Suwon City FC an. Das Hinspiel ging mit 0:2 verloren, während man das Rückspiel mit 1:0 gewinnen konnte. Aufgrund der Hinspiel-Niederlage konnte der Verein allerdings die Ligameisterschaft nicht gewinnen. Im Ligapokal kam der Verein über die Gruppenphase, bis ins Viertelfinale hinaus, ehe man gegen Goyang KB Kookmin Bank FC ausschied. Im Vereinspokal, konnte man erstmals einen Profiverein bezwingen. Gegen Gangwon FC konnte man 1:0 gewinnen, womit man sich erstmals nach längerer Zeit wieder für die Zweite Runde qualifizieren konnte. Im Achtelfinale schied der Verein allerdings mit 0:2 gegen Incheon United erneut aus. Ende 2010 verließ Bae Jong-uh den Verein. Sein Nachfolger wurde Eo Yong-guk.
Die erste Spielzeit unter Eo Yong-guk verlief enttäuschend. In der Liga beendete man die Saison nur auf Platz 8, womit man mit 4 Punkten Unterschied nur knapp sich nicht für die Meisterschaftsspiele qualifizieren konnte. Auch im Ligapokal schied man direkt als Letzter in der Gruppenphase aus. Im Pokal schied man mit 0:2 gegen Pohang Steelers aus. 2012 wurde die schlechteste Spielzeit in der Vereinsgeschichte. In der Liga belegte man mit Platz 14. den letzten Platz. Im Ligapokal schied man gegen Suwon City FC mit 0:1 aus und im Vereinspokal schied man ebenso in ihrer Ersten Runde gegen Ulsan Hyundai mit 0:1 aus. Ende 2012 gab der Vereinseigentümer Korea Hydro & Nuclear Power bekannt, den Verein nach Gyeongju umziehen zu lassen, da dort die Unternehmensverwaltung ihren Standort hatte. Dafür nannte man den Verein in Gyeongju Korea Hydro & Nuclear Power FC um.

### Eo Yong-guk-Ära (2013–2018)
Nach dem Umzug des Vereins, konnte sich der Verein sportlich deutlich steigern. In der Ersten Spielzeit in Gyeongju, konnte der Verein Platz 4 erreichen und konnte sich somit nach längerer Zeit wieder für die Meisterschaftsspiele qualifizieren. Dort konnten sie in der 1. Runde Changwon City FC mit insgesamt 5:2 bezwingen. Im Halbfinale spielten sie anschließend gegen Incheon Korail FC, die man deutlich mit insgesamt 5:1 bezwingen konnte. Im Finale der Meisterschaftsspiele, traten sie letztendlich gegen Ulsan Hyundai Mipo Dolphins FC an. Das Hinspiel ging mit 1:1 zu Ende, während das Rückspiel mit 1:2 verloren ging und somit die Ligameisterschaft erneut knapp verpasst wurde. Im Ligapokal schied der Verein aufgrund der schlechteren Tordifferenz schon in der Gruppenphase aus. Im Pokal traten sie in ihrer Ersten Pokalrunde gegen den Viertligisten Paju Citizen FC an, den man mit 3:1 schlagen konnte. In der Zweiten Runde trat man anschließend gegen Gangwon FC an, gegen die man in der Nachspielzeit mit 2:3 verlor. In der darauffolgenden Saison konnte sich der Verein sogar auf Platz 3 verbessern. In der Ersten Runde traten sie dabei gegen Gangneung City FC an und konnten gegen diese insgesamt mit 6:3 deutlich gewinnen. In der darauffolgenden Runde, trat man gegen Ulsan Hyundai Mipo Dolphins FC gegen diese man knapp mit insgesamt 2:3 verlor. Im Ligapokal hingegen, konnte man wieder Erfolge feiern. Nachdem man als Gruppenerster die Gruppenphase überstanden hatte, spielte man anschließend Halbfinale gegen Mokpo City FC, gegen diese man mit 2:1 gewinnen konnte. Im Finale trat man schlussendlich gegen Gangneung City FC an, gegen diese man mit 2:1 gewinnen konnte und somit zum zweiten Mal nach 2008 den Ligapokal gewinnen konnte. Im Pokal trat man gegen Ansan Police FC an und konnte diese im Elfmeterschießen mit 4:2 bezwingen. In ihrer zweiten Runde, traten sie gegen Ulsan Hyundai Mipo Dolphins FC an, verloren dieses Spiel allerdings im Elfmeterschießen mit 4:5.
Die Spielzeit 2015 verlief hingegen genauso wieder gut. Der Verein beendete die Reguläre Spielzeit erneut auf Platz 3 und konnte sich erneut für die Meisterschaftsspiele qualifizieren. In der Ersten Runde, traten sie gegen Mokpo City FC an und konnten diesen mit 2:0 schlagen. Im Halbfinale traten sie anschließend gegen Changwon City FC an und konnten diesen im Elfmeterschießen mit 6:5 bezwingen und sich somit für das Finale qualifizieren. Dort im Finale traten sie gegen Ulsan Hyundai Mipo Dolphin FC an. Das Hin- und Rückspiel ging allerdings mit jeweils 0:1 verloren, sodass sie erneut die Ligameisterschaft knapp verpassten. Im Ligapokal konnte man sich als Titelverteidiger in der Gruppenphase Platz 2 sichern. Im anschließenden Halbfinale verloren sie allerdings mit 2:3 gegen Ulsan Hyundai Mipo Dolphin FC und konnten somit den Ligapokal nicht verteidigen. Im Pokal trat man gegen Sangju Sangmu FC, welche man dank eines Tores in 65. Spielminute mit 1:0 bezwingen konnte. In der darauffolgenden Pokalrunde, traten sie beim FC Seoul an, gegen welche man allerdings mit 0:3 unterlag. Die darauffolgende Spielzeit verlief sportlich wie die Vorsaison. In der Liga erreichte man einen 3. Platz und qualifizierte sich somit wieder für die Meisterschaftsspiele. Im Viertelfinale, bezwang der Verein Changwon City FC mit 2:0 und qualifizierte sich somit für das Halbfinale. Im Halbfinale trat man erneut gegen Ulsan Hyundai Mipo Dolphin FC und verlor erneut das Duell aufgrund der Heimspielregelung mit 1:1. Im Ligapokal scheiterte der Verein diesmal als Drittplatzierter in der Gruppenphase aus. In der Ersten Pokalrunde des Vereins, trat der Verein Auswärts bei Cheonan City FC an und gewann dieses Spiel mit 1:0. Anschließend trat der Verein bei Suwon Samsung Bluewings Auswärts an und verlor dieses Spiel knapp mit 0:1.
2017 konnte erstmals der Verein die Ligameisterschaft feiern. In der Liga beendete der Verein die Reguläre Spielzeit auf Platz 1 und stand somit für das Finale fest. Im Finale trat man anschließend gegen Gimhae City FC an. Das Hinspiel ging mit 0:1 verloren. Da sie aber das Rückspiel mit 2:0 gewinnen konnten, konnten sie am Ende doch die Ligameisterschaft feiern. Im Ligapokal kam der Verein diesmal über die Gruppenphase hinaus. Im Halbfinale trat der Verein gegen Changwon City FC und verlor das Spiel im Elfmeterschießen mit 2:4. Im Pokal trat der Verein gegen die Seonmun-Universität an, gegen welche man mit 4:0 gewinnen konnte. In der darauffolgenden Runde, trat man gegen den Viertligisten FC Pocheon an, den man aber mit 0:2 unterlag. Die Spielzeit 2018 stand ganz unter den Ziel Titelverteidigung. In der Liga beendete man die Reguläre Spielzeit ungefährdet auf Platz 1 und stand somit für das Finale fest. Im Finale traten sie erneut gegen Gimhae City FC an. Das Hinspiel gewannen sie mit 2:1 und das Rückspiel mit 2:0, somit konnte der Verein den Ligatitel erfolgreich verteidigen. Im Ligapokal kam der Verein bis ins Finale. Dort traten sie gegen Daejeon Korail FC an. Das Spiel ging mit 1:2 gegen den Verein aus. Im Pokal kam der Verein diesmal über ihre Zweite Runde hinaus. In ihrer Ersten Runde gewannen sie mit 3:1 gegen die Universität Ulsan. In der darauffolgenden Runde empfingen sie Seongnam FC, welche sie in der Verlängerung mit 1:0 ebenfalls bezwingen konnte. Im Achtelfinale trat der Verein nun gegen den Ligakonkurrenten Gimhae City FC an. Das Spiel ging allerdings mit 0:1 verloren. Ende Juli verließ Eo Yong-guk den Verein. Sein Nachfolger wurde Seo Bo-won.

### Seo Bo-won-Ära (2019–)
Die erste Spielzeit unter Seo Bo-won verlief durchwachsen. In der Liga konnte sich der Verein nur sehr glücklich dank des letzten Spieltages für die Meisterschaftsspiele qualifizieren. Im Halbfinale traten sie dabei gegen Cheonan City FC an. Das Hinspiel gewannen sie mit 2:0, während das Rückspiel mit 2:2 zu Ende ging. Im Finale traten sie anschließend gegen Gangneung City FC an. Das Hinspiel ging mit 0:0 zu Ende. Das Rückspiel verlor aber der Verein mit 0:2 und wurde somit nur Zweitplatzierter. In der letzten Austragung des Ligapokals kam der Verein hingegen wieder bis ins Finale. Dort traten sie erneut gegen Gangneung City FC an und gewannen diesmal mit 2:0 und konnten somit zum letzten Mal den Ligapokal gewinnen. Im Pokal konnten sie ihren größten Erfolg diesmal verzeichnen. In ihrer Ersten Runde traten sie gegen den Ligakonkurrenten Busan TC FC an und gewannen dieses Spiel mit 3:2. In der darauffolgenden Runde empfingen sie Gimpo Citizen FC, den man mit 2:1 schlagen konnte. Im Achtelfinale traten sie diesmal gegen Cheongju FC an und konnten diesen mit 2:0 ebenfalls bezwingen. Im Viertelfinale trafen sie anschließend gegen die Suwon Samsung Bluewings an. Nach Regulären Spielende stand es 2:2. Das anschließende Elfmeterschießen ging mit 1:3 verloren.
In der neugegründeten Halbprofiliga K3 League wurde das Saisonziel der Ligameisterschaft ausgegeben. Nach Ende der Regulären Spielzeit stand man erneut auf Platz 2 und konnte sich somit direkt für das Meisterschaftshalbfinale qualifizieren. Im Halbfinale traten sie gegen Gangneung City FC an, gegen welche man mit 1:0 bezwingen konnte. Im Finale trat man erneut gegen Gimhae City FC an. Das Hinspiel ging mit 0:1 verloren, während man das Rückspiel mit 1:1 beendete und die Ligameisterschaft knapp verpasste. Im Pokal spielte man diesmal in ihrer Ersten Runde gegen den Fünftligisten Cheongju SMC Engineering FC, den man mit 4:0 schlagen konnte. In der darauffolgenden Runde trat man erneut gegen Gimhae City FC an, die man diesmal mit 2:0 schlagen konnte. Im Achtelfinale unterlag man diesmal gegen Ulsan Hyundai mit 0:2.

### Historie-Übersicht
| Saison                                          | Liga                  | Kl. | Vereine | Spiele | Pl. | S  | U  | N  | Tore  | Pkt. | KFA Cup                                      | Ligapokal     | Play-Off           | Trainer                                         |
| Gyeongseong Electric FC (1945–1950)             |                       |     |         |        |     |    |    |    |       |      |                                              |               |                    |                                                 |
| 1945–1950: Saisondaten unbekannt                |                       |     |         |        |     |    |    |    |       |      |                                              |               |                    |                                                 |
| Korea Electric Power FC (1962–2002)             |                       |     |         |        |     |    |    |    |       |      |                                              |               |                    |                                                 |
| 1962                                            | -                     | -   | -       | -      | -   | -  | -  | -  | -     | -    | Vereinspokal: Sieger President’s Cup: Sieger | -             | -                  | -                                               |
| 1965                                            | -                     | -   | -       | -      | -   | -  | -  | -  | -     | -    | Vereinspokal: Sieger                         | -             | -                  | -                                               |
| 1967                                            | -                     | -   | -       | -      | -   | -  | -  | -  | -     | -    | Nat. Sportfestival: Sieger                   | -             | -                  | -                                               |
| 1968–2002: Saisondaten unbekannt                |                       |     |         |        |     |    |    |    |       |      |                                              |               |                    |                                                 |
| Daejeon Hydro & Nuclear Power FC (2003–2012)    |                       |     |         |        |     |    |    |    |       |      |                                              |               |                    |                                                 |
| 2003                                            | Korea National League | 2   | 10      | 9      | 10. | 0  | 3  | 6  | 5:15  | 3    | Nicht Qualifiziert                           | -             | Nicht Qualifiziert | Bae Jong-uh                                     |
| 2003                                            | Korea National League | 2   | 10      | 9      | 10. | 0  | 4  | 5  | 4:14  | 4    | Nicht Qualifiziert                           | -             | Nicht Qualifiziert | Bae Jong-uh                                     |
| 2004                                            | Korea National League | 2   | 10      | 9      | 4.  | 3  | 3  | 3  | 9:9   | 12   | 1. Hauptrunde                                | Halbfinale    | Nicht Qualifiziert | Bae Jong-uh                                     |
| 2004                                            | Korea National League | 2   | 10      | 9      | 8.  | 2  | 3  | 4  | 10:15 | 9    | 1. Hauptrunde                                | Halbfinale    | Nicht Qualifiziert | Bae Jong-uh                                     |
| 2005                                            | Korea National League | 2   | 11      | 10     | 10. | 1  | 2  | 7  | 7:14  | 5    | Achtelfinale                                 | Gruppenphase  | Nicht Qualifiziert | Bae Jong-uh                                     |
| 2005                                            | Korea National League | 2   | 11      | 10     | 11. | 0  | 3  | 7  | 6:20  | 3    | Achtelfinale                                 | Gruppenphase  | Nicht Qualifiziert | Bae Jong-uh                                     |
| 2006                                            | Korea National League | 2   | 11      | 10     | 9.  | 1  | 3  | 6  | 8:15  | 6    | 1. Hauptrunde                                | Gruppenphase  | Nicht Qualifiziert | Bae Jong-uh                                     |
| 2006                                            | Korea National League | 2   | 11      | 10     | 9.  | 2  | 2  | 6  | 10:22 | 8    | 1. Hauptrunde                                | Gruppenphase  | Nicht Qualifiziert | Bae Jong-uh                                     |
| 2007                                            | Korea National League | 2   | 12      | 11     | 5.  | 3  | 5  | 3  | 13:10 | 14   | 3. Hauptrunde                                | Gruppenphase  | Nicht Qualifiziert | Bae Jong-uh                                     |
| 2007                                            | Korea National League | 2   | 12      | 11     | 10. | 1  | 4  | 6  | 7:17  | 7    | 3. Hauptrunde                                | Gruppenphase  | Nicht Qualifiziert | Bae Jong-uh                                     |
| 2008                                            | Korea National League | 2   | 14      | 13     | 8.  | 4  | 4  | 5  | 16:17 | 16   | 4. Hauptrunde                                | Sieger        | Nicht Qualifiziert | Bae Jong-uh                                     |
| 2008                                            | Korea National League | 2   | 14      | 13     | 6.  | 6  | 2  | 5  | 18:13 | 20   | 4. Hauptrunde                                | Sieger        | Nicht Qualifiziert | Bae Jong-uh                                     |
| 2009                                            | Korea National League | 2   | 14      | 13     | 11. | 3  | 5  | 5  | 21:23 | 14   | 4. Hauptrunde                                | Finalist      | Nicht Qualifiziert | Bae Jong-uh                                     |
| 2009                                            | Korea National League | 2   | 13      | 12     | 9.  | 3  | 5  | 4  | 14:18 | 14   | 4. Hauptrunde                                | Finalist      | Nicht Qualifiziert | Bae Jong-uh                                     |
| 2010                                            | Korea National League | 2   | 15      | 14     | 1.  | 8  | 4  | 2  | 28:19 | 28   | Achtelfinale                                 | Viertelfinale | Finalist           | Bae Jong-uh                                     |
| 2010                                            | Korea National League | 2   | 15      | 14     | 14. | 3  | 2  | 9  | 17:24 | 11   | Achtelfinale                                 | Viertelfinale | Finalist           | Bae Jong-uh                                     |
| 2011                                            | Korea National League | 2   | 14      | 13     | 8.  | 9  | 8  | 9  | 40:38 | 35   | 3. Hauptrunde                                | Gruppenphase  | Nicht Qualifiziert | Eo Yong-guk                                     |
| 2012                                            | Korea National League | 2   | 14      | 13     | 14. | 3  | 3  | 20 | 22:54 | 12   | 3. Hauptrunde                                | Viertelfinale | Nicht Qualifiziert | Eo Yong-guk                                     |
| Gyeongju Korea Hydro & Nuclear Power FC (2013–) |                       |     |         |        |     |    |    |    |       |      |                                              |               |                    |                                                 |
| 2013                                            | Korea National League | 3   | 10      | 27     | 4.  | 9  | 10 | 8  | 29:26 | 37   | 3. Hauptrunde                                | Gruppenphase  | Finalist           | Eo Yong-guk                                     |
| 2014                                            | Korea National League | 3   | 10      | 27     | 3.  | 14 | 6  | 7  | 41:28 | 48   | 3. Hauptrunde                                | Sieger        | Halbfinalist       | Eo Yong-guk                                     |
| 2015                                            | Korea National League | 3   | 10      | 27     | 3.  | 12 | 9  | 6  | 39:27 | 45   | 4. Hauptrunde                                | Halbfinalist  | Finalist           | Eo Yong-guk                                     |
| 2016                                            | Korea National League | 3   | 10      | 27     | 3.  | 11 | 9  | 7  | 43:31 | 42   | 4. Hauptrunde                                | Gruppenphase  | Halbfinalist       | Eo Yong-guk                                     |
| 2017                                            | Korea National League | 3   | 8       | 28     | 1.  | 14 | 9  | 5  | 39:21 | 51   | 4. Hauptrunde                                | Halbfinalist  | Finalist           | Eo Yong-guk                                     |
| 2018                                            | Korea National League | 3   | 8       | 28     | 1.  | 19 | 6  | 3  | 49:25 | 63   | Achtelfinale                                 | Finalist      | Finalist           | Eo Yong-guk (-31. Juli) Seo Bo-won (1. August-) |
| 2019                                            | Korea National League | 3   | 8       | 28     | 3.  | 10 | 11 | 7  | 35:28 | 41   | Viertelfinale                                | Sieger        | Finalist           | Seo Bo-won                                      |
| 2020                                            | K3 League             | 3   | 16      | 22     | 2.  | 12 | 6  | 4  | 38:20 | 42   | Achtelfinale                                 | -             | Finalist           | Seo Bo-won                                      |
| 2021                                            | K3 League             | 3   | 15      | 28     | 4.  | 13 | 7  | 8  | 39:30 | 46   | 2. Hauptrunde                                | -             | Viertelfinale      | Seo Bo-won                                      |
| 2022                                            | K3 League             | 3   | 16      | 30     |     |    |    |    | -:-   |      | 3. Hauptrunde                                | -             |                    | Seo Bo-won                                      |

## Erfolge
- Meister Korea National League (2): 2017, 2018
- Korea-National-League-Pokal (3): 2008, 2014, 2019
- Südkoreanischer Vereinspokal (2): 1962, 1965
- President’s Cup (1): 1962
- Nationales Sportfestival (1): 1967

## Weitere Abteilungen

### Frauenfußball
Seit dem 23. März 2017 betreibt der Verein eine Frauenfußballmannschaft, die in der WK League, der höchsten Spielklasse im südkoreanischen Frauenfußball, spielt. Ihre Heimspiele trägt die Mannschaft ebenso im Gyeongju-Stadion aus. Ihr bisher größter Erfolg war die Vizemeisterschaft 2020. Titelgewinne konnte die Frauenfußballabteilung bisher noch nicht verzeichnen.

## Stadion
| Stadion | Name                          | Eigentümer               | Eröffnung | Nutzungszeitraum | Nutzungszeitraum |
| Stadion | Name                          | Eigentümer               | Eröffnung | Von              | Bis              |
| ------- | ----------------------------- | ------------------------ | --------- | ---------------- | ---------------- |
|         | Daejeon-Hanbat-Sports-Komplex | Stadtverwaltung Daejeon  | 1964      | 2003             | 2012             |
|         | Gyeongju-Stadion              | Stadtverwaltung Gyeongju | 1979      | 2013             | Bis jetzt        |

## Ehemalige bekannte Spieler
- Huh Jung-moo 1978–1980
- Kim Min-jae 2016